# پرث امبوی (نیوجرسی)
پرث امبوی (به انگلیسی: Perth Amboy) شهری در ایالت نیوجرسی کشور ایالات متحده آمریکا است که جمعیت آن در سرشماری سال ۲۰۱۰ میلادی، ۵۰٬۸۱۴ نفر بوده‌ که نسبت به ده سال قبلتر ۳۵۱۱ نفر (۷٬۴٪)افزایش جمعیت داشته است. پرت امبوی همچنین به نام" شهر کنار خلیج " شناخته می‌شود که منظور خلیج کوچک راریتان می باشد.

## تاریخچه نامگذاری
این شهر ابدا توسط مهاجران اسکاتلندی در سال ۱۶۸۳پایه گذاری گردید.اهالی قبیله بومی لناپه مکانی را که شهر در آن بنا شده است را "اومپوگه" به معنی زمین مسطح می نامیدند.در سال ۱۶۸۴ این شهر به افتخار کنت پرت (جیمز دروموند )که یکی از همراهان شرکت ساختمانی اسکاتلندی بود پرت نامگذاری شد.کلمه امبوی نیز برگردان نام محلی این منطقه بود که در نامگذاری نهایی آن دخیل گردید و در نهایت این شهر به نام" پرت امبوی" نامگذاری گردید.این شهر به مدت کمتر از صد سال پایتخت ولایت نیو جرسی بوده است.